# Deposição de Miguel Arraes
A deposição de Miguel Arraes foi um evento histórico brasileiro no contexto do golpe de Estado no Brasil em 1964. Miguel Arraes ocupava o cargo de governador de Pernambuco e Joaquim Justino Alves Bastos, comandante do Quarto Exército responsável pela região Nordeste do Brasil, ordenou em 1.º de abril a deposição de Arraes. Além de deposto, ele foi preso pelo Exército Brasileiro e sujeito a impeachment pela Assembleia Legislativa, com seu cargo passando ao vice-governador Paulo Guerra.
Durante a administração de Arraes, os conflitos sociais em Pernambuco tinham notoriedade mesmo fora do estado. O governador, representante da esquerda populista, tinha a inimizade de classes como os latifundiários e comerciantes e dos militares nomeados pelo governo federal. O Quarto Exército aderiu ao golpe já tendo como alvos o governo estadual e movimentos como as Ligas Camponesas. No interior e entre a Polícia Militar ocorreram algumas movimentações para defender o mandato de Arraes, mas ele não quis combater. Tropas da Paraíba e Alagoas adentraram o estado, a Polícia Militar foi posta sob controle do Exército, a Marinha aderiu ao golpe e o governador foi cercado no Palácio das Princesas. Pressionado a renunciar ou fazer concessões, aceitou apenas a destituição militar, após a qual ocorreu seu impeachment.

## Antecedentes
No início dos anos 60, Pernambuco atraía atenção nacional e mesmo nos Estados Unidos pelo intenso conflito social, com greves urbanas e rurais, denúncias de queima de canaviais e invasões de terras e disputa entre as Ligas Camponesas, Partido Comunista (PCB) e Igreja Católica por influência sobre o movimento camponês. Nesse contexto, em 1962 Miguel Arraes, representante da esquerda populista, foi eleito governador. Ele favoreceu a aplicação da legislação trabalhista no campo. Seu posicionamento em relação aos trabalhadores rurais rendeu-lhe a acusação de “agitador” e definiu a atitude dos militares que o depuseram em 1964. Para os conservadores, ele era um comunista e incendiário do Nordeste. Suas relações com os americanos também não eram boas, e a Aliança para o Progresso desviou seu foco para outros estados.
Arraes tinha também um isolamento em relação ao governo federal de João Goulart, para o qual era “perigoso concorrente ligado ao Partido Comunista”; o governador pernambuco almejava a eleição presidencial de 1965. Para o brasilianista Thomas Skidmore, Arraes temia um “golpe preventivo” do governo federal para remover governadores tanto de esquerda quanto de direita. Moniz Bandeira relata um plano frustrado do governo em abril de 1963, arquitetado pelo ministro da Guerra Amaury Kruel, para atacar tanto Arraes quanto Carlos Lacerda, o governador direitista da Guanabara. Porém, não há evidência de que Goulart também pretendesse intervir contra Arraes naquela ocasião.
Ainda assim, ele nomeou ao Quarto Exército generais conservadores (Castelo Branco e Justino) e por mais de uma vez os militares ocuparam os arredores do Palácio das Princesas. Isso foi notório em outubro de 1963, quando o presidente pediu o estado de sítio. Enquanto Arraes condenou o pedido, chamando-o de contrário ao povo e aos direitos e liberdades, as tropas de Justino ocuparam o Recife. A operação, que impediu um comício camponês na cidade, foi elogiada por Goulart. Na época também acusou-se outra operação contra Lacerda. O evento alimentou especulações de golpismo contra o presidente, mas não há evidência empírica.
Em fevereiro de 1964 o governo federal não reagiu a um locaute dos empregadores do Recife; para Skidmore, era a forma de Goulart prolongar o conflito de Arraes contra os latifundiários e comerciantes. As classes conservadores montavam resistência ao governo. Por sua vez, Justino entrou na conspiração para derrubar o presidente, e definiu por escrito que o Quarto Exército teria autonomia para derrubar os governos estaduais da região. Antes do golpe o Quarto Exército já havia definido como alvos os governadores de Pernambuco e do Sergipe, Seixas Dória. Também havia a expectativa de enfrentar uma forte reação da esquerda como um todo, e os militares alardeavam a potencialidade armada da esquerda em Pernambuco. Paralelamente, apoiavam os latifundiários locais, que acumulavam revólveres, escopetas e fuzis.

## Operações no interior

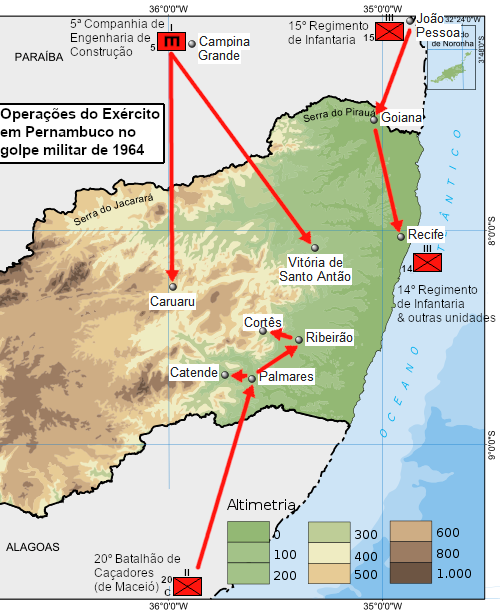
Deslocamentos militares em Pernambuco

Com o início do golpe militar, da noite do dia 31 à madrugada de 1º de abril a estratégia do Quarto Exército entrou em ação: unidades vindas da Paraíba e Alagoas, onde a situação era politicamente mais favorável, adentraram o interior de Pernambuco, que era prioridade. Hélio Ibiapina Lima, então um tenente-coronel no Estado-Maior de Justino, descreve isso como forma de evitar a aglomeração dos partidários da União Nacional dos Estudantes, Comando Geral dos Trabalhadores, Pacto de Unidade e Ação e afins. Segundo Petrônio Araújo Gonçalves Ferreira, então tenente no 1º Grupo do 7º Regimento de Obuses (1º/7º RO), isso anulou a possibilidade de Arraes usar as rodovias e ferrovias para mobilizar os camponeses da Zona da Mata.
Da Paraíba, elementos da 5ª Companhia de Engenharia de Construção, de Campina Grande, ocuparam Caruaru e Vitória de Santo Antão, enquanto o 15º Regimento de Infantaria (RI), de João Pessoa, deixou uma companhia em Goiana e seguiu ao Recife. De Alagoas, o 20º Batalhão de Caçadores (BC) ocupou Palmares e Catende. O 15º RI já estava às 23:00 do dia 31 em Goiana, e o 20º BC iniciou seu deslocamento às 02:30 de 1º de abril. Isso ocorreu enquanto o presidente Goulart ainda não sabia da adesão de Justino ao golpe.
Além do valor estratégico dessas localidades, elas eram politicamente sensíveis. Em Palmares, cidade na Zona da Mata Sul cruzada pela rodovia de Maceió ao Recife, alguns camponeses dispuseram-se ao combate sob o líder comunista Gregório Bezerra, que buscou sem sucesso armas do governo estadual. Representantes comunistas chegaram a sugerir a Arraes que fosse a Palmares para comandar a resistência, mas ele recusou. Percebendo a futilidade da luta, Gregório Bezerra dispensou os camponeses. Muitas prisões foram feitas, incluindo do próprio Bezerra; o 20º BC saiu em seu encalço e suas patrulhas chegaram até Ribeirão e Cortês. A PM e o usineiro José Lopes de Siqueira Santos participaram da caça a Gregório Bezerra. Em Vitória de Santo Antão houve um levante desarmado das Ligas Camponesas, e em Caruaru, a ocupação da estação ferroviária.

## Controle da Polícia Militar

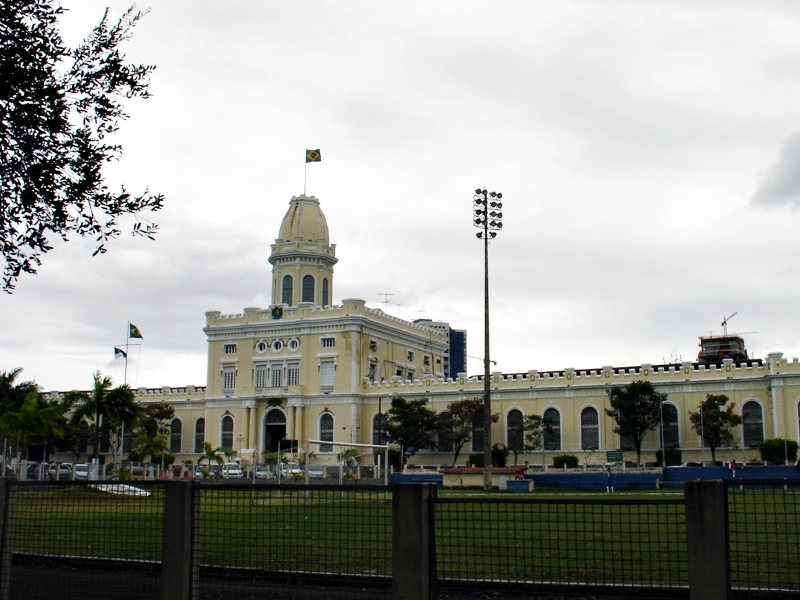
O quartel do Derby

Em seu governo, Arraes tentou romper a relação colaborativa entre a PM e os latifundiários, tornando-a neutra ou mediadora nos conflitos com os camponeses. Hélio Ibiapina Lima define as Polícias Militar e Civil sob Arraes como “profundamente infiltrada[s]”, ameaçando a posição do Quarto Exército. Ao mesmo tempo, conforme um então tenente da PM, havia profunda insatisfação contra o governo estadual, ao menos no escalão intermediário inferior, resultando em rebeldia dos oficiais no momento do golpe. Nesse momento, parte da PM aderiu e outra permaneceu legalista. O coronel Hangho Trench, comandante da corporação, dispôs suas tropas no Recife para enfrentar o Quarto Exército, mas não recebeu ordens de Arraes para o combate. A PM estaria em grande desvantagem — 4.000 homens contra os 20.000 em todo o Quarto Exército —  e a intenção de resistência foi facilmente desmantelada.
Pela manhã Trench prometeu ficar do lado do Exército, mas então montou um dispositivo defensivo no quartel do Derby e declarou-se legalista. Trincheiras foram cavadas, a ponte e outros pontos obstruídos por ônibus e carros e o 2º Batalhão, que havia aderido ao golpe, ficou sem comunicação. O tenente Ferreira relata a invasão do quartel por uma força de infantaria e viaturas sobre lagartas, levando à fuga dos defensores, enquanto o Diario de Pernambuco relata que antes da chegada do Exército os oficiais já haviam decidido acatar sua autoridade, rejeitando a de Trench. Às 14:30 o coronel do Exército Sílvio de Melo Cahu assumiu o comando da Polícia Militar.
No interior, o tenente Ferreira relata o deslocamento da 1ª Bateria do 1º/7º RO de Olinda a Goiana para prender o tenente da PM João Bezerra de Araújo, “elemento de confiança de Arraes”, que reunia camponeses para trazê-los ao Recife.

## Cerco ao Palácio das Princesas

### Operação militar

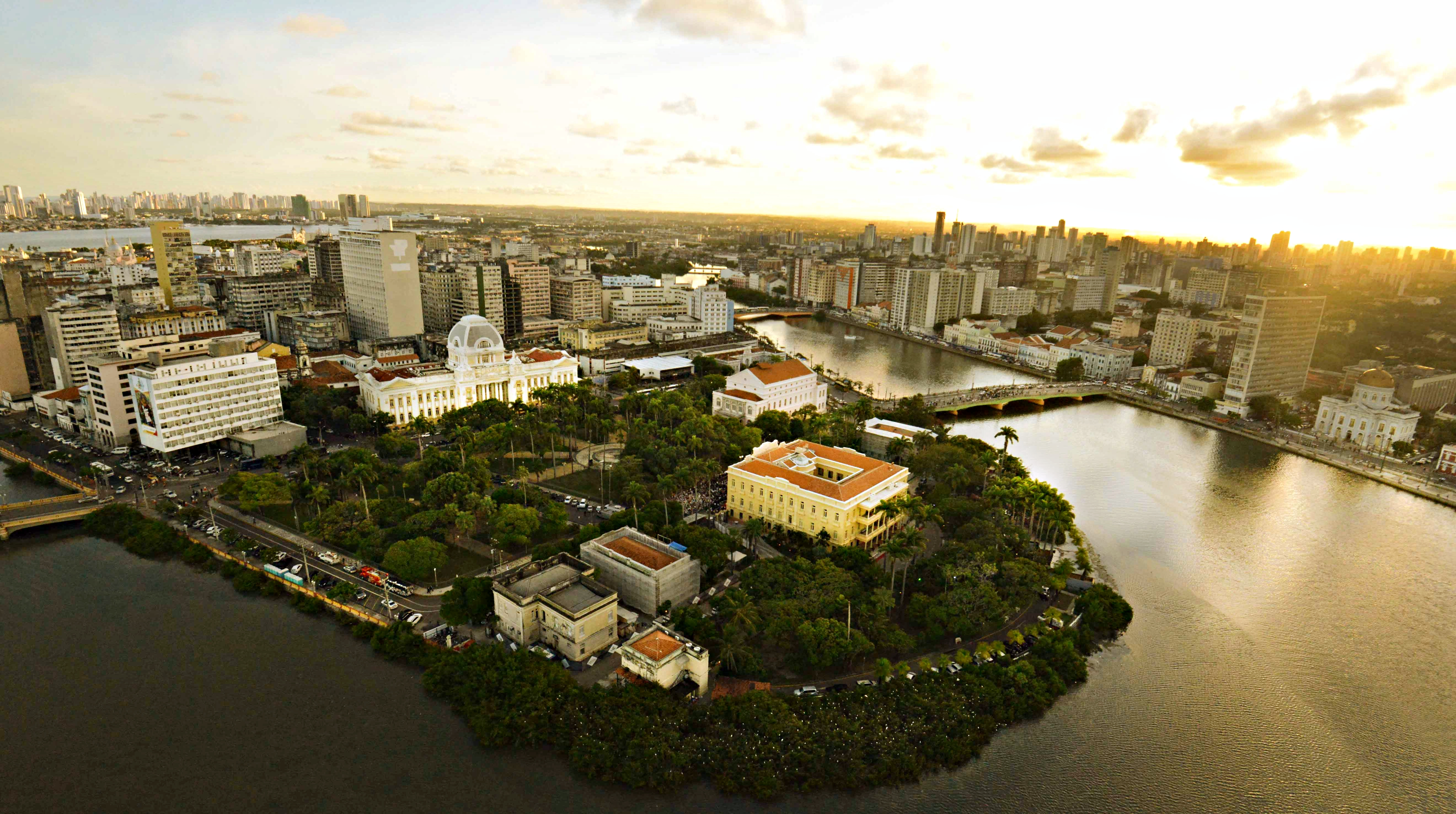
Palácio das Princesas e redondezas

A residência oficial de Arraes foi vigiada desde o dia 29 de março. Durante o golpe os acessos à capital foram controlados pelo Exército, que às 05:00 de 1º de abril tinha presença ostensiva pela cidade. Ao mesmo tempo, uma companhia da Polícia Militar, sob o capitão Domingos Siqueira Campos, defendia o palácio governamental “com numerosas patrulhas e ninhos de metralhadora”, “fortemente armada, protegida por obstáculos“. O Quarto Exército designou partes do 14º RI, do coronel João Dutra de Castilho, 1º/7º RO, do tenente-coronel Ivan Ruy Andrade de Oliveira, 7ª Companhia de Polícia do Exército e Esquadrão de Reconhecimento Mecanizado para cercar o palácio. O 3º Distrito Naval deveria contribuir forças, mas elas não compareceram. Porém, apesar da boa relação até então existente entre Arraes e o almirante Dias Fernandes, os fuzileiros navais não acudiram ao governador. Sediados no bairro do Recife, tinham armamento superior (FAL) aos mosquetões do Exército.
Às 09:00 ou 11:00 da manhã a Praça da República em frente ao palácio já estava ocupada pelo Exército. Havia o receio de um combate sangrento com a PM — “um único tiro, mesmo casual, poderia significar o início das hostilidades”. Porém, a guarda da PM acabou mandada embora pacificamente, e a possibilidade de confronto desapareceu quando oficiais do Exército assumiram o comando da PM e a Secretaria de Segurança. Hélio Silva registra simplesmente que o coronel Castilho dispensou a guarda. João José Cavalcanti de Albuquerque, então major no 1º/7º RO, relata ter, por ordem do impaciente Castilho, levado um grupamento e ordenado a substituição da guarda ao major da PM Someu Sobreira. Já o tenente Leão Alves Machado, também do 1º/7º RO, também descreve impaciência e relata um avanço de sua unidade após as 13:30, com a ordem da substituição da guarda sendo feita pelo tenente-coronel Ivan Ruy.
À tarde, uma manifestação estudantil em defesa de Arraes passou perto do palácio, chegando a avançar na direção das forças responsáveis pelo cerco e arremessar pedras. Antes das 16:00 dois manifestantes, Jonas José de Albuquerque Barros e Ivan da Rocha Aguiar, foram mortos a tiros de fuzil sob a iniciativa do major Hugo Caetano Coelho de Almeida, do Estado-Maior do 1º/7º RO, que atirou ele mesmo contra a multidão.

### Prisão do governador
O dispositivo defensivo montado pela PM negou a possibilidade de uma operação surpresa para prender o governador. Segundo o major Albuquerque, o general Justino quis então evitar um derramamento de sangue e conseguir a renúncia através da diplomacia, mas vários oficiais discordaram disso, considerando a negociação apenas uma forma de Arraes ganhar tempo. O vice-almirante Dias Fernandes insinuou que Arraes poderia permanecer se fizesse concessões, mas ele recusou. O governador ficou surpreso com a atitude do vice-almirante, pois o considerava legalista. Pelo relato de Celso Furtado, testemunha dos acontecimentos dentro do palácio, no final da manhã o coronel Castilho e o vice-almirante exigiram do governador a entrega da PM e a intercessão junto ao presidente para mudar sua política, de forma a “neutralizar Arraes, sem pagar nenhum preço diante da opinião pública”. O tenente-coronel Ivan Ruy também estava na comitiva de negociação.
Após o fracasso da primeira comitiva, Justino ordenou a deposição do governador, que, por sua vez, telefonou a Brasília e ouviu de Assis Brasil, chefe do Gabinete Militar da Presidência: “Resista, governador, porque estamos vencendo em todas as frentes”. O novo ultimato falhou às 15:00. Num dado momento houve ainda a exigência de que Arraes renunciasse. O governador só aceitaria sua deposição pela força, afirmando que não sairia dali desmoralizado. Conforme Celso Furtado, os oficiais novamente compareceram ao palácio e o coronel Castilho foi incisivo — “o senhor está deposto por ordem do IV Exército”. Arraes respondeu: “Deposto, não. Poderei estar preso.” Castilho insistiu que ele não estava preso, mas Arraes declarou que aquela era sua residência e só sairia preso. A comitiva saiu. Hélio Silva registra que o coronel Castilho ordenou a prisão e deposição do governador quando ele tentou sair do palácio, mas manteve-o no prédio por Arraes declarar que morava ali.
Arraes recebeu ordem de prisão depois das 16:00. Segundo o coronel Castilho, o governador reagiu com serenidade à sua deposição, apenas declarando: “Estranho esse desfecho”. A ideia de mantê-lo preso dentro do palácio foi abandonada depois de ele tentar uma ligação telefônica ao Rio de Janeiro, presumivelmente ao presidente. Ele foi recolhido no início da noite ao quartel do 14º RI, onde ficou na residência do coronel Castilho.

## Desdobramentos
O Quarto Exército enviou à Assembleia Legislativa um ofício comunicando o afastamento de Arraes. Assim, a Comissão Executiva elaborou um projeto reconhecendo esse afastamento e decretando o impeachment. Ele foi debatido das 18:00 às 22:30 e o deputado Inácio de Lemos chegou a protestar que o direito de defesa não foi concedido, mas a Assembleia aprovou o impeachment por 45 votos a favor, 16 contrários e um em branco. O vice-governador Paulo Guerra assumiu o governo estadual. Pelópidas Silveira, prefeito do Recife e aliado de Arraes, teve destino semelhante: foi preso pelos militares e deposto pela Câmara Municipal. Arraes foi detido no arquipélago de Fernando de Noronha por onze meses até sua soltura por um habeas corpus em 1965 e depois seguiu ao exílio na Argélia.
A dimensão conflituosa da deposição, tanto no momento do golpe quanto nos dias seguintes, manifestou-se nos levantes no interior , confronto com a PM na capital, mortes na manifestação estudantil e de dezenas de militantes camponeses por jagunços de latifundiários e milhares de prisões dos partidários do regime derrubado. Porém, não houve uma contraofensiva armada da esquerda, como era temido à época.

### Citações
1. ↑  Lira 2011, p. 1016-1021.
2. ↑  Rozowykwiat 2004.
3. ↑  Alves 2015, p. 387.
4. ↑  Rozowykywiat 2004, p. 65-66.
5. ↑  Lara 2019, p. 140-146.
6. ↑  Rozowykwiat 2004, p. 65-68.
7. 1 2  Skidmore 1982, p. 334-335.
8. 1 2  Faria 2013, p. 229-230, 235 e 255-256.
9. ↑  Silva 2014, p. 267-269.
10. ↑  Fico 2017, p. 9-11.
11. ↑  Skidmore 1982, p. 335.
12. ↑  Silva 2014, p. 269.
13. ↑  CPDOC FGV 2001, BASTOS, Justino Alves
14. ↑  Faria 2013, p. 365.
15. ↑  D'Aguiar 1976, p. 173.
16. 1 2  Nascimento 2013b, p. 43-44.
17. 1 2  Porfirio 2016, p. 20.
18. 1 2  Motta 2003, p. 181-182, Tomo 2, e p. 180-181, Tomo 6.
19. 1 2 3  D'Aguiar 1976, p. 174.
20. ↑  Istoé, n. 1383, abril de 1996. Disponível nos arquivos do processo referente a Jonas José de Albuquerque Barros, p. 28. Comissão da Verdade de Pernambuco.
21. 1 2  Lira 2011.
22. 1 2 3 4  Rozowykwiat 2004, p. 76.
23. ↑  CEMV Dom Helder Câmara 2017, p. 113-117.
24. ↑  Motta 2003, p. 44-49, Tomo 6.
25. ↑  Porfirio 2016, p. 21-22.
26. 1 2  Santos 2015.
27. 1 2 3 4  Silva 2014, p. 370.
28. ↑  Lira 2011, p. 1020.
29. ↑  Motta 2003, p. 174, Tomo 2.
30. ↑  Motta 2003, p. 234, Tomo 6.
31. ↑  Nascimento 2013a, p. 1.
32. ↑  Silva 2013, p. 57-59.
33. ↑  Motta 2003, p. 72-74, Tomo 6.
34. 1 2  Diario de Pernambuco, 2 de abril de 1964, p. 7.
35. ↑  Motta 2003, p. 176, Tomo 6.
36. ↑  Motta 2003, p. 180-182, Tomo 6.
37. ↑  Faria 2013, p. 366.
38. 1 2 3  Diario de Pernambuco, 2 de abril de 1964, p. 5.
39. ↑  Motta 2003, p. 72-73, Tomo 6.
40. ↑  Motta 2003, p. 278, Tomo 6.
41. 1 2  Motta 2003, p. 73, Tomo 6.
42. ↑  Motta 2003, p. 180, Tomo 6.
43. 1 2 3  Motta 2003, p. 72, Tomo 6.
44. 1 2 3  Silva 2014, p. 369.
45. ↑  Motta 2003, p. 281, Tomo 6.
46. ↑  Motta 2003, p. 74 e 282, Tomo 6.
47. ↑  Motta 2003, p. 70, Tomo 6.
48. 1 2  CEMV Dom Helder Câmara 2017, p. 31.
49. 1 2  Rozowykwiat 2004, p. 77.
50. ↑  Diario de Pernambuco, 2 de abril de 1964, p. 3.
51. ↑  Lara 2019, p. 179.